# Obleszewo
Obleszewo, Obleševo (maced. Облешево) – wieś we wschodniej Macedonii Północnej, w gminie Czeszinowo-Obleszewo i jej ośrodek administracyjny. Osada leży niedaleko miasta Koczani.